# Tètol cuabarrat

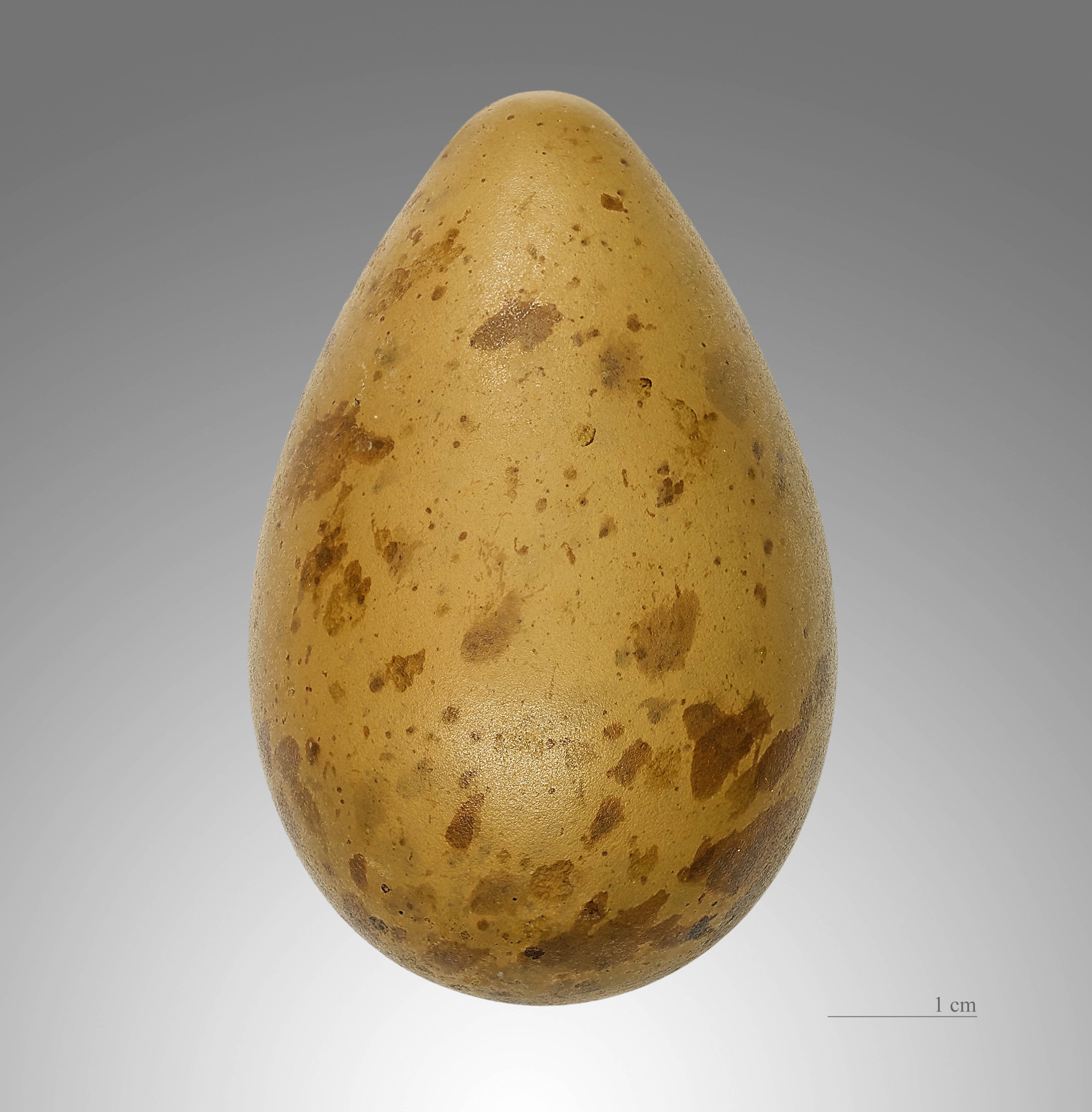
Limosa lapponica

El tètol cuabarrat (Limosa lapponica) és un ocell limícola de la família dels escolopàcids (Scolopacidae) que a l'estiu viu en costes i tundres, principalment dins el cercle polar àrtic, des del nord d'Escandinàvia, cap a l'est, nord de Rússia i Sibèria, fins al nord de Txukotka, i oest i nord d'Alaska. A l'hivern viu principalment en zones costaneres de les regions temperades i tropicals d'Àfrica i Àsia meridional, fins a Austràlia i Nova Zelanda. La guia dels Ocells d'Europa, de Lars Jonsson, especifica per Europa que "la majoria dels individus del Paleàrtic oest hivernen a Mauritània, però un gran nombre també a Europa occidental", mentre que el mapa de la Guia dels ocells dels Països Catalans i d'Europa, de Peterson, Mountfort i Hollom, també indica que els ocells hivernen a les costes de Gran Bretanya i d'Europa occidental i diu que els exemplars no nidificants també hi estiuegen. Als Països Catalans és una espècie poc abundant però present, principalment al delta de l'Ebre.

## Migració
És l'espècie que protagonitza la migració més llarga sense aturar-se de totes les espècies conegudes, d'entre 11.000 i 12.000 km, quan viatja d'Alaska fins a Nova Zelanda.
El 2022, un tètol cuabarrat va batre el rècord de vol sense escales, recorrent sense aturar-se els més de 13.560 km que separen Alaska i la badia d’Ansons, al nord-est de Tasmània, superant en més de 2.000 km el rècord anterior, registrat l'any 2007.